# Lafalaise Dion
Lafalaise Dion encore appelée la reine des cauris est une créatrice, artiste et styliste ivoirienne dont l'ensemble des pièces est réalisé à partir de cauri. Ses œuvres s'inspirent de la culture du peuple Dan, des masques et des tenues des danseurs traditionnelles de Côte d'Ivoire.
Ses pièces sont portés à travers le monde, notamment par des personnalités publiques dont Beyoncé, la miss Côte d'Ivoire et 2e Dauphine miss monde 2021 Olivia Yacé, Lupita Nyong'o, Rossy De Palma, Acne studio, summer walker, Novi Brown, Jemremiah Owusu-Koromoah etc

## Biographie

### Enfance et formations
Lafalaise Dion est d'ethnie Dan encore appelée Yacouba. Elle grandit avec une fascination pour les cauris en observant les danseuses de temate ayant des coiffes serties de cauris mais aussi une peur envers la spiritualité et les pratiques mystiques africaines. Cela la pousse à s’intéresser à des livres et s’auto-éduquer sur la spiritualité africaine, où les cauris occupe une place primordiale.

« J’ai découvert comment ils étaient utilisés par nos ancêtres, leur portée spirituelle, mystique, esthétique et culturelle. Ils ornaient les pièces des vêtements des danseurs, des guerriers mais aussi des familles les plus riches. Plus tu en portais, et plus tu témoignais de ta richesse matérielle. Ils ont été de véritables objets de divination et ont aussi été utilisés comme monnaie. »

— Lafalaise Dion
Lafalaise Dion après son baccalauréat, étudie la communication et les ressources humaines à Abidjan et obtient son diplôme en 2016.

### Carrière
Lafalaise Dion est une créatrice de pièces dont la matière première est le cauri. Elle s'inspire des masques et des tenues des danseurs traditionnelles de Côte d'Ivoire, « une manière, assume-t-elle, de me réapproprier mon histoire, de revendiquer le sens et la valeur de ces coquillages d’avant la colonisation ». C'est en 2018 qu'elle crée sa première pièce, une coiffe sertie de cauris qu'elle porte pour le festival d’art de rue d’Accra. De nombreuses personnes s'y intéressant, cette pièce qu'elle fit pour elle lance sa carrière. Elle fabrique ensuite de nombreuses pièces en cauris et très vite devient connue.
Elle devient encore plus connue surtout à l'international, quand en 2019 la star Beyoncé arbore un masque en cauris, Lagbaja une création de Lafalaise Dion, dans son clip Spirit. En novembre 2021, Olivia Yacé, en tant que candidate miss monde 2021 porte une tenue confectionnée des mains de la falaise Dion.

« Cette tenue traditionnelle raconte l'histoire de la femme Akan de Côte d'Ivoire. Elle représente la beauté, la féminité et la bravoure incarnées par les femmes de ce groupe ethnique. Ce costume, entièrement fait à la main et soigneusement confectionné avec du pagne tissé Akan, célèbre la femme en tant que porteuse d'enfants et donneuse de vie. Les cauris qui composent la pièce maîtresse proviennent de l'océan et symbolisent la création, la vie et la protection. »

— Olivia Yacé
Lafalaise Dion multiplie depuis ses œuvres qui sont consommés en Afrique comme à l'étranger surtout par les afro-descendants, une manière pour eux de se connecter à leur culture d'origine.
Elle est célébrée dans le livre Swinging Africa de la journaliste Emmanuelle Courrèges, un ouvrage qui présente des jeunes créateurs africains qui montent sur la scène internationale. Aussi, on la voit sur la couverture de cet ouvrage. Elle fait également partir des créateurs célébrés par la campagne « Made by Africa, Loved by the World » organisé par Facebook à l’occasion de la célébration de la Journée de l’Afrique le 25 mai 2021.
Lafalaise Dion est aussi journaliste et community manager pour le magazine web Elle Côte d’Ivoire.

## La marque
Au cœur de la vision de Lafalaise Dion se trouve l'intégration harmonieuse du patrimoine africain avec le design d'avant-garde, dépassant la mode à une célébration de l'héritage culturel. Chaque pièce est méticuleusement façonnée, le dévouement de la marque en pratique à l'art de l'artisanat.  Lafalaise Dion est fière de son engagement en faveur de pratiques éthiques et durables. La marque est profondément engagée dans le soutien aux artisans locaux, que chaque création reflète le partenariat avec des artisans qualifiés. Cette approche non seulement améliore l'unicité de chaque pièce favorise également l'autonomisation économique au sein des communautés africaines.
En choisissant de produire exclusivement en Afrique, ils actifs pour soutenir la préservation des traditions artistiques profondes du continent et contribue au bien-être des communautés locales. La marque est un phare, défendant l'authenticité et la richesse de la créativité africaine.
Plus qu'une marque de mode, Lafalaise Dion sert de catalyseur pour la communauté, la guérison et la croissance personnelle. En insufflant la spiritualité dans ses conceptions, la marque célèbre la diversité de la mosaique du patrimoine africain, inspirant les individus à leur identité unique et s'engageant dans des voyages personnels transformateurs.
Lafalaise Dion intègre le cauri dans ses conceptions pour rendre hommage à ses racines, célébrant la féminité, la créativité et le patrimoine culturel.